# Ламбрин Сотиров
Ламбрин Димчев Сотиров е български журналист и издател.

## Биография
Завършил през 1977 г. IV езикова гимназия, след което журналистика в Софийския университет „Св. Климент Охридски“. Изявявал се е в театър „Златното ключе“ на Катя Папазова. Освен журналист е и издател, галерист и ротарианец. Издавал дълги години седмичното джобно списание „Всичко за Варна“. Съхранил фотопаметта на Варна от края на XIX до средата на XX век с огромна колекция от събрани и реставрирани снимки и пощенски картички в проекта „Стара Варна“ (заедно с други варненски институции и частни колекционери), намерили място в календари със същото име и в постоянна експозиция. Създал фотографска сбирка „Стара Варна“, разположена в 102-годишна къща – паметник на културата, бивш полицейски участък. Издал карта на Варна с информация за архитектурните ѝ паметници, така че да се знае къде тя прилича на Мюнхен, Брюксел или Флоренция. Радетел на българската култура на виното, създател на изба „Стара Варна“ и клуба на виното, популяризиращ български вина пред гости на града и издал единствената по рода си в Европа „Карта на виното в България“. Автор и на „Карта на ракията в България“. Освен книги, стихосбирки и карти, с неговото лично съдействие се издава и вестник „Изповеди“ във Варненския затвор.